# Hauburgstein

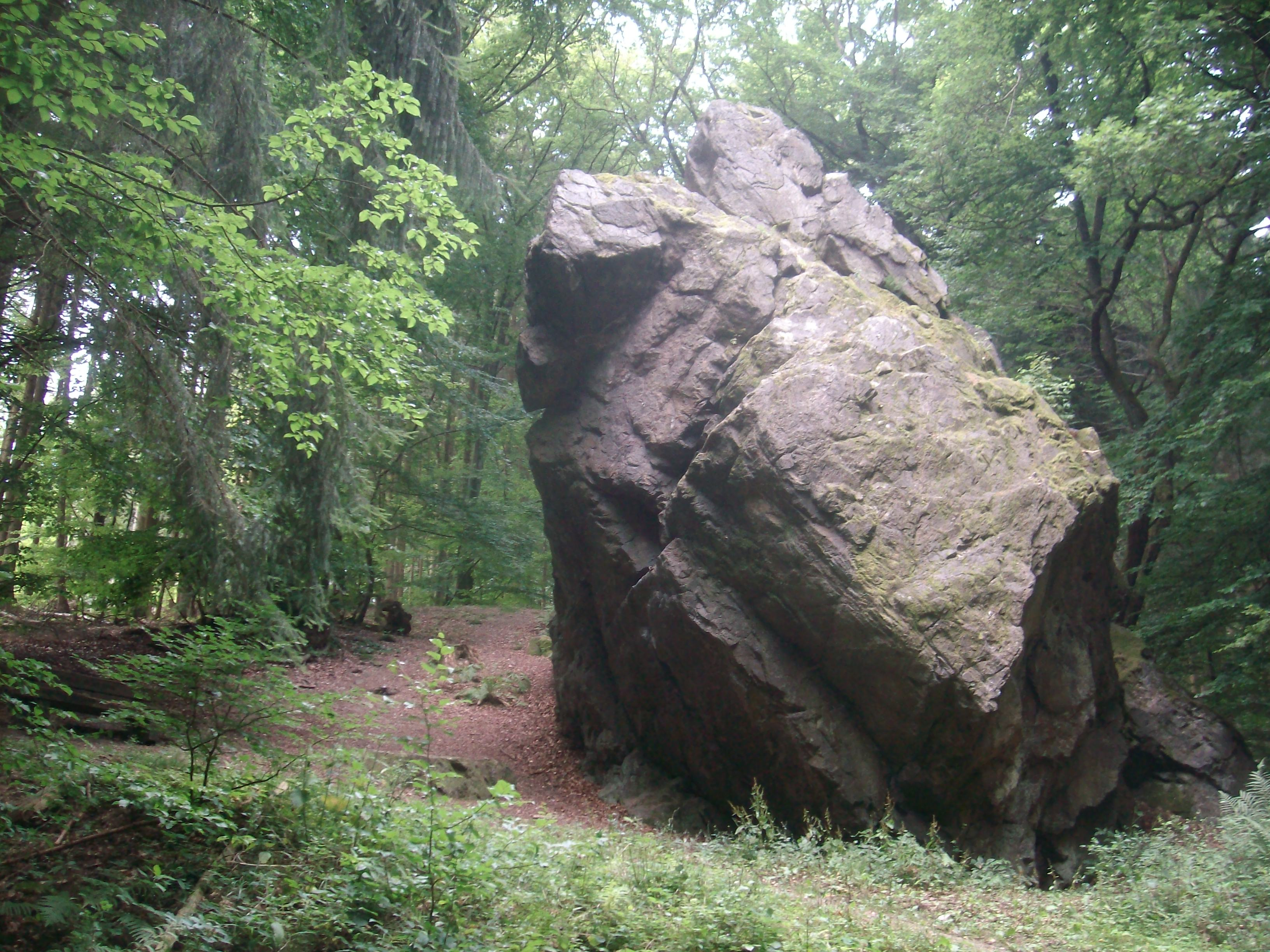
Hauburgstein

Der Hauburgstein ist ein Naturdenkmal in Kronberg im Taunus. Er liegt rund 250 m östlich des Ringwalls Hünerberg unterhalb der Hünerbergwiesen von Oberursel am Hang des Hünerbergs.
Der Hauburgstein ist eine markante Steinformation aus schwarzem, kristallinem Urgestein mit zum Teil überhängenden Partien, scharfen Abbruchkanten und Rissbildungen. Seine Höhe beträgt 10 Meter, seine Breite 6 Meter.

Man liest, dass er aus Grünschiefer bestehe. Tatsächlich besteht seine unmittelbare Umgebung aus Grünschiefer, einem porphyrischen Natronkeratophyr, der Hauburgstein dagegen aus "eigentlichem" Keratophyr. Genauer findet man:
Der nördlich von Schönberg gelegene 375 m hohe Hünerberg ist hauptsächlich aus Gesteinen der Rossert-Metaandesit-Formation aufgebaut; diese beinhaltet hauptsächlich schieferige Grünschiefer (Metaandesite bis -dazite), außerdem schmale Einlagerungen von massigen Keratophyren (Metatrachyte). Eine charakteristische Keratophyr-Felsklippe ist der Hauburgstein (ND) am Ostfuß des Hünerbergs; es handelt sich dabei um eine ca. 10 m hohe, dunkelgrau- bis schwarze kompakte Felsklippe. Vereinzelt vorhandene Hämatit-Blättchen (Eisenglanz) gaben vermutlich Anlass zum Bergbauversuch; eine flache Pinge ist direkt oberhalb der Felsklippe zu sehen und auf der geologischen Karte Blatt 5717 Bad Homburg (LEPPLA & MICHELS 1972) ist in diesem Bereich das Verleihungsfeld „Friedrichshof, Fe“ eingezeichnet.
Historisch wurden auch die Bezeichnungen Habernstein oder Hühnerstein verwendet. Die Etymologie des Namens ist unklar. Es könnte einerseits auf den Hünerberg zurückgehen aber auch eine Ableitung aus Hauberg ist denkbar. Hauberg bezeichnete einen Niederwald aus Eichen, der alle 20 Jahre abgeschlagen wurde, um Rinde zum Gerben und Brennholz zu gewinnen.
Einer lokalen Sage nach soll im Stein eine purpurrote Henne mit goldbefiederten Küken leben, die demjenigen, der gegen den Stein stößt das Blut aussaugen würde.